# Ulrich Teusch
Ulrich Teusch (* 1958) ist ein deutscher außerplanmäßiger Professor für Politikwissenschaft, Publizist und Sachbuchautor.

## Leben
Teusch wurde 1992 an der Universität Trier mit der Dissertation Freiheit und Sachzwang – Untersuchungen zum Verhältnis von Technik, Gesellschaft und Politik promoviert. In seiner 2001 vorgelegten Habilitationsschrift befasste er sich mit dem Thema Die Staatengesellschaft im Globalisierungsprozess. Wege zu einer antizipatorischen Politik. An der Universität Trier ist er außerplanmäßiger Professor für Politikwissenschaft.
Er lebt als freier Publizist in Edermünde bei Kassel.
Gemeinsam mit den Journalisten Paul Schreyer und Stefan Korinth betrieb Teusch seit Anfang 2020 das Online-Magazin Multipolar. Zum Jahreswechsel 2023/2024 gab er die Mitherausgeberschaft aus privaten Gründen auf.

## Publikationen

### Was ist Globalisierung? (2004)
In der „kluge(n), differenzierte(n), und darüber hinaus auch noch verständlich(en)“ Antwort auf die Titelfrage stellt Teusch die Globalisierung als einen multidimensionalen und multikausalen, eigendynamischen, dialektischen und in seinen Folgen ambivalenten Prozess dar. Diese Auflösung von Grenzen geschieht horizontal im Sinne von Durchlässigkeit etwa der geografischen und politischen Grenzen zwischen Staaten, vertikal durch Abbau von Hierarchien und Demokratisierung der Macht- und Herrschaftsverhältnisse, technisch im Sinne weltweiter Kommunikation über das Internet, außerdem verkehrstechnisch, aber auch ethisch und politisch durch Einengung von Handlungsspielräumen. Außerdem unterscheidet Teusch eine analytische Globalisierung, die durch Ambivalenzen bedingt ist, die eindeutige Erklärungen unmöglich macht. Diese Prozesse begannen vor längerer Zeit, hätten aber in der Gegenwart eine neue Qualität angenommen. Matthias Zimmer interpretiert diese neue Qualität in seiner Rezeption der Theorie Teuschs als Folge des Endes des Ost-West-Konfliktes.

### Die Katastrophengesellschaft (2008)
Die SZ-Rezension von Matthias Zimmer sieht einen Hauptpunkt von Teuschs nachdenklichem und die Perspektive erweiternden Essay im Wechsel des Fokus von den sichtbaren Dimensionen der Katastrophen weg zu ihren Ursachen und Bedingungen. Das „exzessive Streben nach mehr Sicherheit“ bringe neue und immer größere Unsicherheiten hervor. Das Hauptproblem sei nicht, was wir aus Katastrophen lernen könnten, sondern warum der Diskurs über die Katastrophe noch nicht bei den zugrunde liegenden Bedingungen angekommen sei. Den Grund dafür sehe Teusch darin, dass diese Bedingungen die Grundlagen der Wirtschafts- und Gesellschaftsordnung beträfen, die wir damit auf den Prüfstand stellen müssten. Wir müssten uns dann eingestehen, „dass Technik nicht mehr Instrument für bestimmbare Zwecke ist, sondern ein Großsystem, das sich durch zunehmende Komplexität und die Geschwindigkeit des Wandels einer effektiven Steuerung entzieht. Und weil sich technische Kategorien so weit in unser Denken eingeschlichen haben, dass wir ein Teil des technischen Systems geworden sind.“

### Jenny Marx (2011)
Nachdem Teusch 2010 das Radiofeature Die rote Baronesse – Das extreme Leben der Jenny Marx verfasst hatte, veröffentlichte er ein Jahr später eine Biografie beim Rotpunktverlag Jenny Marx - die rote Baronesse.
In ihrer Rezension in der TAZ hebt Tania Martini hervor, dass in der Forschung trotz der Werke von Luise Dornemann und Graf Schwerin von Krosigk das schon von Heinrich Böll 1960 monierte unpolitische Frauenbild noch immer nicht überwunden sei. Teusch stelle in seiner Biografie dagegen Aspekte ihres Charakters als Frau dar, die schon Friedrich Engels betont habe: „Die Entschiedenheit und das politische Leiden, mit dem Jenny Marx Teil der sozialdemokratischen und sozialistischen Arbeiterbewegung des 19. Jahrhunderts war“. Teusch zeige auf, wie sie beispielsweise am Politischen Manifest mitwirkte, an Treffen der Internationalen Arbeiterorganisation teilnahm und bissig ironische Theaterrezensionen schrieb. „Ulrich Teusch erzählt das alles ohne zu heroisieren, verschweigt nicht die Unstimmigkeiten oder Brüche, die der Biograf oft bloß registrieren kann.“
Martin Hundt, dem früheren Rezensenten der Jenny-Biografie Luise Dornemanns, ist Jenny bei Teusch noch zu sehr das „Hausmütterchen“. „Tatsächlich ging sie, an der Seite ihres Mannes, in der Teilnahme an der politischen Bewegung oft bis an die Grenze des damals Möglichen.“ Teuschs Sorge um das Vergessen lässt Hundt erwähnen, wie sehr Jenny in der DDR präsent gewesen sei. Hundt hält Teuschs Darstellung für gründlich recherchiert, mit Sympathie und psychologischem Sachverstand durchdacht und dadurch für heute erlebbar gemacht. Im Gegensatz zu älteren Auslegungen finde er einfühlsam natürliche und menschlich sympathische Erklärungen.

### Nicht schwindelfrei, Radiofeature (2013)
Das Feature besteht aus sieben Kapiteln, die sich mit der Definition der Lüge, der Grauzone ihrer Moral und ihrer parteipolitischen Instrumentalisierung befassen.
Das letzte Kapitel trägt, angelehnt an György Konrád, den Titel Die Bringschuld der Bürger. Teusch kommentiert hier Zitate bekannter und mit dem Thema Lüge befasster Politiker, Dichter, Künstler und Wissenschaftler, darunter Alexandre Koyré, Hans Eichel, Hannah Arendt, Claus Offe, Jonathan Swift, Blaise Pascal, John Mearsheimer, Christian Meier, Klaus Staeck und Franz Walte. Teuschs Fazit lautet:

„In der politischen Sphäre gibt es kein Recht auf Leichtgläubigkeit, wohl aber die Pflicht zum Argwohn. Mündig sind Bürger nicht dann, wenn sie irgendeiner Politik zustimmen. Mündig sind sie, wenn sie sich von keiner täuschen lassen.“

### Lückenpresse (2016)
Der Titel Lückenpresse drückt für Teusch eine kritische Anspielung auf den Begriff der Lügenpresse aus, von der er sich abgrenzt, ohne deshalb auf Kritik an den „Mainstream-Medien“ zu verzichten. Lücken seien normal, müssten aber durch selbstkritische Prüfung und plurale Meinungsvielfalt ausgeglichen werden. Die Mediendebatte ist für ihn in letzter Instanz „eine Debatte über den aktuellen Zustand und die Zukunft der Demokratie. Sie stößt zum Kern der Sache vor.“ Teusch spricht von einem „Mainstream innerhalb des Mainstreams“ als einem maßgeblichen Kernbereich, der seiner Auffassung nach für andere Medien informell orientierend wirkt, so dass manchmal der Eindruck eines „Gleichklangs“ (Johannes Grotzky) der Medien entstehe. Es gebe daneben auch einen „Mainstream außerhalb des Mainstreams“. Dort finde man nach wie vor hervorragenden Journalismus. Aber dieser habe einen schweren Stand und befinde sich auf dem Rückzug. Bei seiner Analyse aktueller Fälle wie der Berichterstattung zum Brexit, dem US-Wahlkampf 2016 und dem „Russlandbashing“ kommt Teusch zu dem Schluss, die Darstellungen folgten Narrativen. Bei der manipulativen Nachrichtengestaltung werde gezielt gewichtet, unterdrückt und bewertet:
- tendenziöse Kontextualisierung: Bestimmte Nachrichten werden beispielsweise in einen tendenziösen Frame eingebettet, mit einem Spin versehen.
- Doppelstandards: Sachverhalte würden, etwa bei Berichten über Russland oder die USA, mit zweierlei Maß gemessen.
- Unterdrückung wesentlicher Informationen durch selektive Darstellung. Einige Nachrichten würden künstlich hochgespielt, während andere nur am Rande gemeldet und so bewusst unten gehalten würden.

Ina Ruck, deren Berichterstattung Teusch als Beispiel für Doppelstandards benennt, wies die Vorwürfe zurück. Russland und USA seien nicht vergleichbar und eine bewusste oder gar gesteuerte Unterdrückung von Nachrichten habe sie noch nicht erlebt.
Nach Teusch findet medial eine zunehmende „Homogenisierung“ (Thomas Meyer) und Einseitigkeit in der Berichterstattung statt; es bilde sich mehr und mehr eine geschlossene, interessengeleitete „Phalanx“ heraus, die er bedenklich findet. Er beruft sich auf Untersuchungen der London School of Economics zur Berichterstattung über Jeremy Corbyn, in der diese Entwicklung als demokratiegefährdend eingestuft wird: Medien mutierten „vom Wachhund zum Kampfhund“. Eine Ursache für die Verengung und aggressive Zuspitzung der veröffentlichten Meinung sieht Teusch darin, dass das öffentlich-rechtliche System staats- und wirtschaftsnäher geworden sei, als ursprünglich beabsichtigt.
Die Defizite seien keine zufälligen Fehlleistungen, sondern strukturell verankert, was bedeute, dass diese Verzerrungen stattfinden, ohne dass Journalisten dabei mit bewusster Absicht vorgingen. Dass die Bürger sich in Folge Alternativmedien zuwendeten, sei daher nicht pauschal zu kritisieren, sondern auf mögliche Versäumnisse der Medien hin selbstkritisch zu reflektieren. Seiner Auffassung nach sind alle Medien, auch die öffentlich-rechtlichen, gehalten, ihrem Informationsauftrag besser gerecht zu werden. Der Bürger sollte jedoch weder einem Mainstream- noch einem Alternativmedium unbesehen vertrauen.

### Der Krieg vor dem Krieg (2019)
Die Publikation mit dem Untertitel Wie Propaganda über Leben und Tod entscheidet befasst sich nach Auffassung Maicke Mackerodts (ORF) mit kriegsrechtfertigenden Ideologien und kriegsvorbereitender Propaganda im weitesten Sinn, wozu für Teusch auch aggressive Maßnahmen unterhalb der Schwelle direkter militärischer Gewalt gehörten. Akribisch liste er Maßnahmen kriegsvorbereitender Propaganda für die jüngere Gegenwart auf. „Fundiert und provokant belegt er, dass es kaum noch möglich ist zu unterscheiden, wann militärische Provokationen enden und wann ein Krieg beginnt.“

## Preise und Auszeichnungen
- 2013 wurde er für sein Hörfunkfeature Nicht schwindelfrei – Über Lügen in der Politik[29] mit dem Roman-Herzog-Medienpreis über 5000 Euro ausgezeichnet. Zur Begründung der Jury: „Ulrich Teusch legt ein spannendes und dramaturgisch exzellent durchdachtes Stück vor. Sowohl die Tiefe der Analyse als auch die Vielfalt der Argumente sind bestechend und ermöglichen dem Hörer eine objektive und eigenständige Meinungsbildung.“[30][31]

## Schriften (Auswahl)
- Freiheit und Sachzwang. Untersuchungen zum Verhältnis von Technik, Gesellschaft und Politik. Nomos Verlag, Baden-Baden 1993, ISBN 3-7890-3002-3 (zugl. Dissertation)
- Die Staatengesellschaft im Globalisierungsprozess. Wege zu einer antizipatorischen Politik. Westdeutscher Verlag, Wiesbaden 2003, ISBN 3-531-13856-1.
- Was ist Globalisierung? Ein Überblick. Primus Verlag, Wissenschaftliche Buchgesellschaft, Darmstadt 2004, ISBN 3-89678-493-5.
- Die Katastrophengesellschaft. Warum wir aus Schaden nicht klug werden. Rotpunktverlag, Zürich 2008, ISBN 978-3-85869-367-9.
- Jenny Marx. Die rote Baronesse. Rotpunktverlag, Zürich 2011, ISBN 978-3-85869-459-1.
- Nicht schwindelfrei. Über Lügen in der Politik. SWR2-Feature https://web.archive.org/web/20160909001829/http://www.swr.de/-/id=10815194/property=download/nid=659934/o9bvwm/swr2-feature-20130213.pdf
- Lückenpresse: Das Ende des Journalismus, wie wir ihn kannten. Westend-Verlag, Frankfurt am Main 2016, ISBN 978-3-86489-145-8.
- Der Krieg vor dem Krieg. Wie Propaganda über Leben und Tod entscheidet. Westend-Verlag. Frankfurt am Main 2019, ISBN 978-3-86489-243-1.